# 白山丸 (1940年)
白山丸（はくさんまる）は、日本海汽船の所有船として1940年に進水、1941年に竣工した貨客船。太平洋戦争中も民間船として運航され、日米間の人道物資交換にも使用された。戦後には引揚者輸送に活躍した。引揚輸送中に起きた密航事件に関連して、日本の刑事法学上で白山丸事件の著名事件名でも知られている。

## 船歴
本船は、北日本汽船の発注により「月山丸」型貨客船の3番船として1939年（昭和14年）に浦賀船渠で起工された。建造中に国策会社として設立された日本海汽船へ姉妹船とともに現物出資され、1940年（昭和15年）8月に進水・命名、1941年（昭和16年）8月に竣工した。船名は白山比咩神社に由来する。「月山丸」と船体は同寸であるが、上部構造物の流線形化や客室設備の改良など各種の設計変更がされており、バラスト500トンの搭載が不要、速力0.3ノット向上、旅客定員が49人も増加など一段と洗練された。搭載機関は浦賀船渠が開発した低圧タービン付き複二連成レシプロエンジンと称する形式で、当時の商船に標準的だった三連成レシプロエンジンの低圧ピストンをタービンへ変更することにより燃費の改善が図られていた。
竣工した「白山丸」は、「満州国」の建国で重要性が高まっていた日本海横断航路のうち新潟港・清津・羅津間の定期航路へ就航した。1941年（昭和16年）11月5日に同型2番船の「気比丸」（日本海汽船：4552総トン）がソ連海軍のものと思われる浮遊機雷に接触する事故で沈没すると、同船の後を埋めて敦賀港発の路線へ移動した。
1941年12月の太平洋戦争勃発後も軍による徴用を受けることはなく、船舶運営会管理下の民間商船として新潟発の日本海横断航路での営業を続けた。1943年（昭和18年）4月26日には徴用しないまま船員を軍属待遇として保障する海軍指定船へ指定された。大戦後半は日本本土への大豆の輸送が重要任務であった。また、特殊な任務として1944年（昭和19年）10月から11月に日米間の協定に基づいて捕虜・強制収容中の日系人向け人道物資交換に使用された。10月28日に書籍や郵便物などの日本側物資を搭載して出港した「白山丸」は、日本との関係では中立だったソ連領ナホトカへ赴き、ソ連船「タシュケント」などにより事前集積されていたアメリカ側物資2025トンと積荷を交換した。帰途に就いた「白山丸」は、羅津に立ち寄って満州所在の捕虜収容所向け物資150トンを降ろし、11月11日に神戸港へ無事に到着した。なお、「白山丸」が持ち帰った物資のうち800トンはマレー半島・ジャワ島方面へ貨客船「阿波丸」（日本郵船：11249総トン）により運ばれたが、同船は帰路に撃沈されてしまった（阿波丸事件）。
海上自衛隊のまとめた『航路啓開史』によれば、「白山丸」は終戦の日直後の1945年（昭和20年）8月18日に、山口県萩市北東8海里（約15km）でアメリカ軍の飢餓作戦で敷設された機雷に接触して擱座した。一方、松井邦夫によれば同年7月に萩沖でアメリカ海軍機動部隊機の空襲により撃沈され、戦後に復旧された。アメリカ海軍の公式記録であるThe Official Chronology of the U.S. Navy in World War II には本船の撃沈が言及されておらず、船舶運営会がまとめた『喪失船舶一覧表』にも本船の記録がない。
終戦後はGHQの日本商船管理局（en:Shipping Control Authority for the Japanese Merchant Marine, SCAJAP）によりSCAJAP-H005およびSCAJAP-H052の重複する管理番号を与えられ、中国大陸方面からの引揚輸送に大きく貢献した。1947年（昭和22年）10月に新潟・小樽港間の定期航路が開設されると第一便として就航した。1953年（昭和28年）に満州在留日本人の引揚が中華人民共和国の許可で始まると、その最初の引揚船として輸送に参加した。この間の1958年（昭和33年）7月の舞鶴港への引揚航海では日本と中国大陸を無許可で往来していた日本人の密航が発見され、出入国管理令違反で起訴された裁判で訴因の特定および国外滞在中の公訴時効停止に関する刑事訴訟法上の重要判決が相次いだ（白山丸事件）。シベリア抑留者の帰国輸送にも従事し、1958年9月7日に樺太真岡町（ソ連名：ホルムスク）から舞鶴へ最後の引揚船として到着した。1956年（昭和31年）からはアメリカ軍占領下の沖縄県と日本本土を結ぶ航路の主力船としても5年間活動している。その後、1961年（昭和36年）に横井英樹の東洋郵船に売却されてインドネシア方面へ就航したが、1965年（昭和40年）に広島県松永湾で解体された。